# 苏茜·奥尼尔
苏茜·奥尼尔（英語：Susie O'Neill，1973年8月2日—），澳大利亚女子游泳运动员。她曾代表澳大利亚参加1992年、1996年和2000年夏季奥林匹克运动会游泳比赛，获得二枚金牌 (亞特蘭大奧運會女子200米蝶泳、悉尼奧運會女子200米自由泳)、四枚银牌和二枚铜牌。